# فيليكس مانويل كانو
فيليكس مانويل كانو (بالإسبانية: Félix Manuel Cano)‏ هو لاعب كرة قاعدة إسباني، ولد في 26 أبريل 1966 في برشلونة في إسبانيا.

## وصلات خارجية
- فيليكس مانويل كانو على موقع أوليمبيديا (الإنجليزية)